# Wittgenstein-Studien
Die Wittgenstein-Studien sind eine philosophische Fachzeitschrift, die dem Werk und der Wirkungsgeschichte Ludwig Wittgensteins gewidmet ist.
Herausgegeben werden die Wittgenstein-Studien von der Internationalen Ludwig-Wittgenstein-Gesellschaft e. V. (ILWG), gegründet als Deutsche Ludwig-Wittgenstein-Gesellschaft e. V. 1993 in Passau. Hauptzweck der Gesellschaft ist die Herausgabe der Zeitschrift. Daneben veranstaltet die ILWG allerdings auch internationale Symposien mit Teilnehmenden aus dem In- und Ausland. Ab 1994 gab die ILWG auch die digitale Fachzeitschrift Wittgenstein Studies (WS) heraus. Die letzte dieser Diskettenausgaben erschien 1998. Danach wechselte man zur Buchform über und seit Frühjahr 2010 publiziert die Gesellschaft in Zusammenarbeit mit De Gruyter.
Parallel zu den Wittgenstein-Studien wurde von der ILWG bis 2007 auch ein Wittgenstein-Jahrbuch (ISSN 1439-765X) herausgegeben. Das Jahrbuch enthält neben Aufsätzen vor allem Rezensionen, Bibliographien und andere quellenorientierte Beiträge zur Wittgenstein-Forschung.